# Rhodalsine geniculata
Rhodalsine geniculata är en nejlikväxtart som först beskrevs av Poiret, och fick sitt nu gällande namn av Frederic Newton Williams. Rhodalsine geniculata ingår i släktet Rhodalsine och familjen nejlikväxter.

## Underarter
Arten delas in i följande underarter:
- R. g. fontqueri
- R. g. maroccana